# ディーケ (小惑星)
ディーケ (99 Dike) は小惑星帯に位置する大きいが暗い小惑星である。
1868年5月28日にアルフォンス・ボレリーによって発見された。ボレリーが最初に発見した小惑星である。
ギリシア神話の女神、ホーライのディケにちなんで名づけられた。